# Hněvčeves
Hněvčeves (en allemand : Hniewtschowes) est une commune du district de Hradec Králové, dans la région de Hradec Králové, en République tchèque. Sa population s'élevait à 167 habitants en 2022.

## Géographie
Hněvčeves est arrosée par la Bystřice, un affluent de la Cidlina, et se trouve à 9 km au sud-est de Hořice, à 14 km au nord-ouest de Hradec Králové et à 95 km à l'est-nord-est de Prague.
La commune est limitée par Jeřice et Cerekvice nad Bystřicí au nord, par Benátky à l'est et au sud-est, et par Sovětice au sud-ouest et à l'ouest.

## Histoire
La première mention écrite de la localité date de 1369.

## Galerie

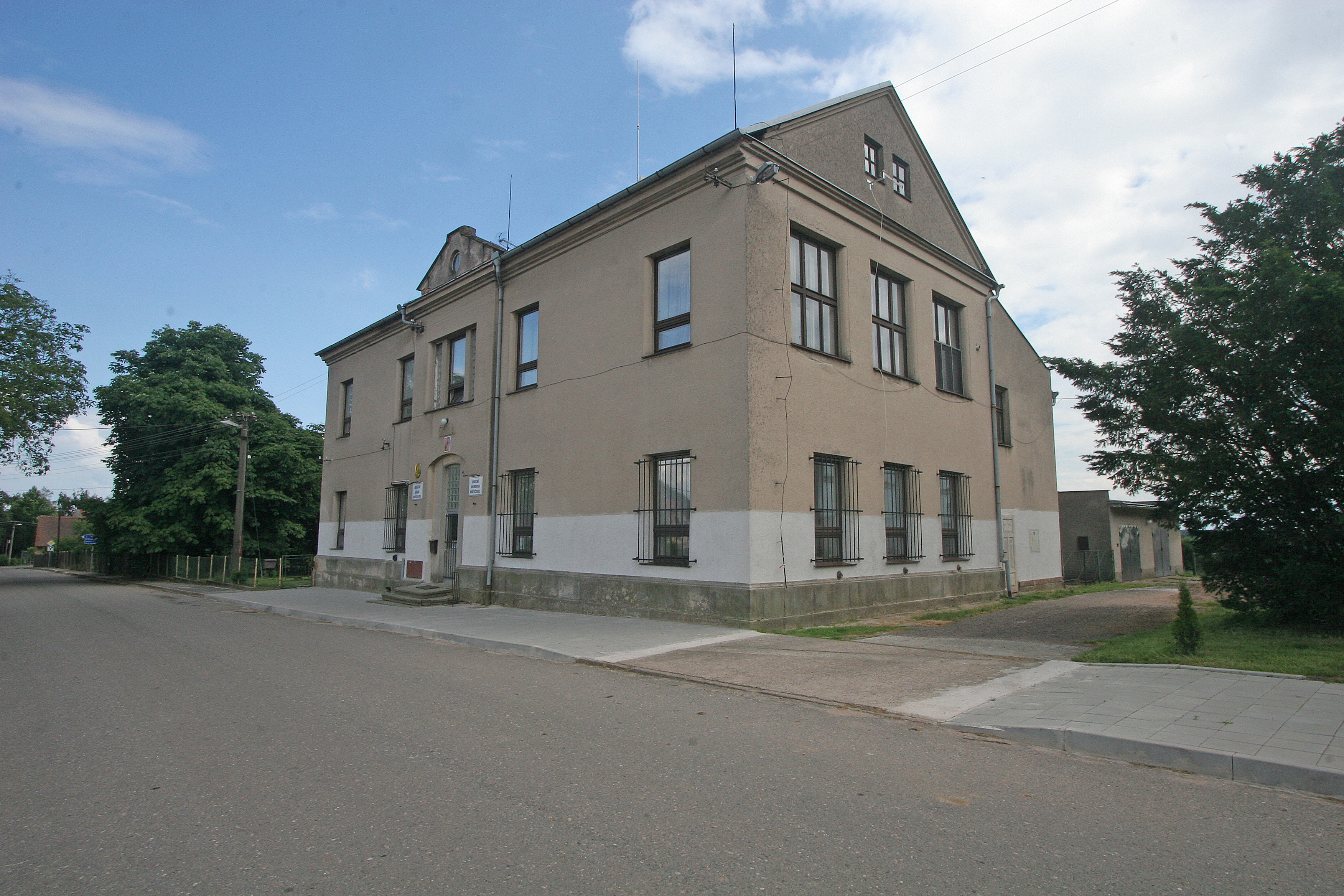
Hněvčeves : la mairie.
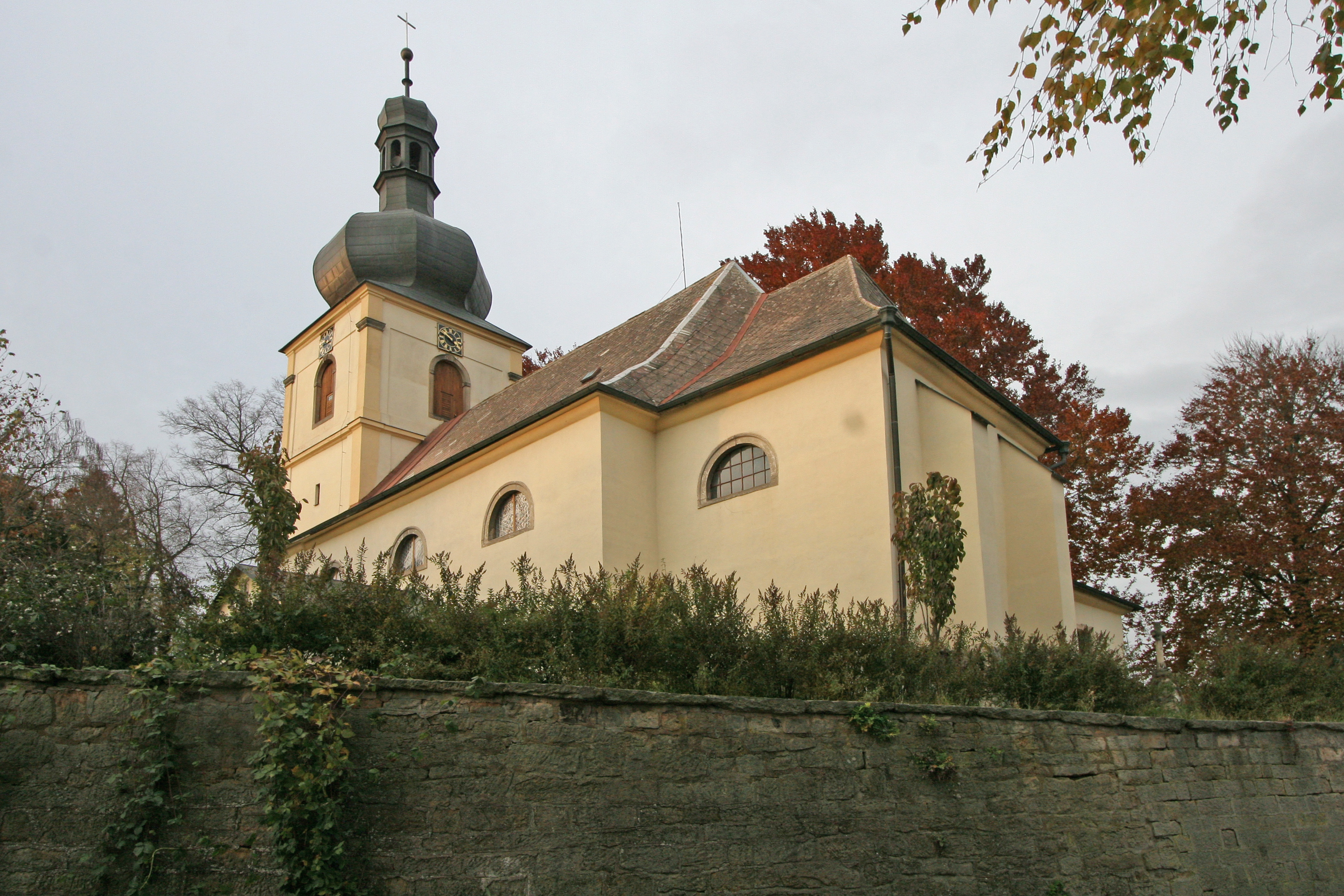
Église Saint-Georges.

## Transports
Par la route, Hněvčeves trouve à 8,7 km de Všestary, à 14 km de Smiřice, à 18 km de Hradec Králové et à 127 km de Prague. 